# Nina – Nur eine Frage der Zeit
Nina – Nur eine Frage der Zeit (Originaltitel: A Matter of Time) ist ein US-amerikanisch-italienisches Filmdrama aus dem Jahre 1975 von Vincente Minnelli mit Ingrid Bergman, Liza Minnelli, Charles Boyer und Isabella Rossellini in den Hauptrollen. Der Geschichte liegt ein Roman von Maurice Druon zugrunde.

## Handlung
Rom, Mitte der 1950er Jahre. Hier beginnt die Geschichte mit einer Pressekonferenz, auf der Szenen des neuen Films mit dem großen Kino-Idol Nina vorgestellt werden. Auf dem Weg zur Konferenz blickt eben jene Nina in einen dekorativen, kleinen Spiegel und sieht die Jahrzehnte vorbeiziehen, seit ihrer Ankunft in Rom vor Jahrzehnten. Damals war sie ein 19-jähriges Zimmermädchen, das noch nicht ahnen konnte, wohin ihr Weg führen würde. Ihre Cousine Valentina hatte ihr damals auch die Stellung des Zimmermädchen in einem heruntergekommenen Hotel besorgt.
Der eigentliche Film beginnt: Die junge Nina lernt dank ihrer Arbeit die alte, kränkelnde und ziemlich exzentrische Gräfin Sanziani kennen, einst Liebling der Upper-Class-Societys Europas. Die Contessa ist zwar verheiratet, hat sich aber im Laufe der Jahrzehnte von ihrem Mann sehr entfremdet. Als dieser zu Besuch kommt, bricht ein alter Streit wieder auf. Entnervt und zornig verlässt Graf Sanziani daraufhin das Hotel und erklärt dem Manager, dass er nicht informiert werden möchte, wenn seiner Frau etwas zustoßen sollte (womit er mutmaßlich ihr Ableben meint). Nach einem Gespräch mit Nina beschließt die Gräfin, sich um das junge, unerfahrene Ding zu kümmern und will sie, wie einst Prof. Higgins es mit dem Blumenmädchen Eliza in „Pygmalion“ tat, zu einer wohlerzogenen und smarten jungen Dame der Gesellschaft erziehen. Nina ist beunruhigt über ihr Geburtsmal auf der Stirn; die Contessa versichert ihr, dass eines Tages wichtige Männer begierig sein werden, auf diese Mal ihre Lippen zu drücken. Eines Abends ruft die Contessa Nina in ihr Zimmer und zeigt ihr ein scharlachrotes, indisches Gewand, einen Sari, den ihr einst ein indischer Botschafter geschenkt hatte. Sie besteht darauf, dass Nina diesen Sari vor ihr anzieht. Nina weiß nicht warum, aber sie gehorcht, instinktiv wissend, dass die Gräfin es gut mit ihr meint und die Protektion dieser älteren Dame ihr nur helfen kann.
Contessa Sanziani kürzt anschließend Ninas lange Haare und schminkt ihr Gesicht so, dass aus dem unscheinbaren Mädchen eine wahre Schönheit wird: reif dafür, von der Welt „entdeckt“ zu werden. Nina schwärmt der Gräfin vor, dass sie so gern wie sie wäre, doch die Gräfin wehrt ab und sagt, dies sei ein törichter Wunsch. Dennoch verliert sich Nina in ihrer Traum- und Gedankenwelt in eben dieses Umfeld, in welchem aus Nina eine große Dame von Welt wird und das sich in edlen Casinos und venezianischen Palästen abspielt. Erst einmal die Möglichkeiten eines gänzlich anderen Lebens wahrgenommen, beginnt Nina an einem freien Tag diese für sie völlig neue Welt in Rom zu erkunden, bis in ihr der Wunsch reift, Teil des Lebens zu werden, in das ihr die Gräfin den Weg zu ebnen scheint. Während Nina im Auftrag der Gräfin eine Aufgabe erledigt, erleidet die alte Dame einen Nervenzusammenbruch. Contessa Sanziani beginnt nunmehr das ganze Hotel mit ihren ständigen Jammereien auf Trab zu halten, woraufhin der genervte Manager ihr klarmacht, dass sie die Unterkunft schnellstmöglich verlässt, zumal sich ein Schuldenberg aus unbezahlten Rechnungen auftürmt. Nina will ihrer großzügigen Inspiratorin und Gönnerin helfen und bittet einen weiteren Hotelgast um Rat, den Drehbuchautor Mario. Sie legt ihm mehrere Wertpapiere aus dem Besitz der Gräfin vor und hofft, dass Mario deren heutigen Wert feststellen kann. Doch der hegt offensichtlich einen Groll auf die Contessa und sagt, dass diese Papiere nichts mehr wert seien und er keinerlei Mitleid für die Sanziani hege. Aufgebracht verlässt Nina Marios Zimmer.
Nina besucht daraufhin mit den Wertpapieren eine Bank und muss hören, dass Mario mit seiner Einschätzung richtig lag. Die meisten Zertifikate sind zwar wertlos, aber eines der Bank of Congo bringt beim Verkauf immerhin noch soviel ein, dass man damit die ausstehenden Hotelrechnungen der Contessa bezahlen kann, was Nina schließlich auch tut. Noch am selben Tag geht Nina in ein Restaurant, um das Abendessen der Contessa abzuholen. Ein Filmregisseur namens Antonio Vicari sieht sie im Restaurant und bittet Mario, der gerade ein Drehbuch für ihn schreibt, ihm die junge Frau vorzustellen. Damit ist Ninas Weg in die Filmwelt geebnet, denn Vicari bietet Nina an, mit ihr Probeaufnahmen vor der Kamera anzufertigen, um zu sehen, ob sie als Filmschauspielerin infrage kommt. Ehe sich Nina dazu ins Filmstudio aufmacht, muss sie feststellen, dass die Contessa überraschend aus dem Hotel ausgecheckt hat, um einen verflossenen Liebhaber, den Adeligen Gabriele d’Orazio, ausfindig zu machen. Contessa Sanziani ist nicht mehr vollkommen klar im Kopf, als sie unachtsam eine Straße überquert. Dabei wird sie von einem Auto angefahren. Ohne Bewusstsein, wird die Sanziani in ein Krankenhaus gefahren.
Die Probeaufnahmen mit Nina zeigen nicht den erwünschten Erfolg, woraufhin sich Mario noch einmal mit Nina zusammensetzt und bald das Gespräch auf die Gräfin kommt, von deren "Sterben auf Raten" Nina noch nichts weiß. Dabei entflammt in Ninas Augen eine große Leidenschaft – genau diejenige Passion, die Mario und Vicari bei den Aufnahmen bislang schmerzlich vermissten. Nina soll jetzt doch unbedingt die Hauptrolle in deren nächsten Film spielen. Kaum mit einem Vertrag in der Tasche macht sich Nina augenblicklich auf die Suche nach ihrer Mentorin und findet Gräfin Sanziani in dem katholischen Krankenhaus, in das sie eingeliefert wurde. Dort kümmert sich eine noch sehr junge Schwester namens Pia rührend um die moribunde Dame. Als Nina ans Bett der Contessa geführt wird, ist diese soeben verstorben. Nina nimmt als Erinnerungsstück einen prunkvoll gestalteten kleinen Spiegel der Gräfin an sich, der zu Beginn der Geschichte bereits kurz auftauchte, und verlässt das Krankenhaus.
Wieder zurück in der Gegenwart des Jahres 1954. Nina ist in den vergangenen Jahrzehnten ein veritabler Filmstar geworden und fährt nun zur Pressekonferenz vor. Als sie aus ihrer Limousine aussteigt, eilt ein Mädchen zu ihr und sagt, sie wolle genauso sein wie Nina, wenn sie einmal erwachsen sei. Die Geschichte scheint sich zu wiederholen …

## Produktionsnotizen
Nina – Nur eine Frage der Zeit wurde ab Februar 1975 in Venedig und Rom gedreht und am 7. Oktober 1976 in New York uraufgeführt. Die deutsche Premiere des hierzulande nie im Kino gezeigten Films fand am 19. Mai 1990 im Fernsehen, auf RTLplus, statt.
Nina war Minnellis letzte Inszenierung. Der Regisseur distanzierte sich später von der gezeigten, von ihm aber nicht gebilligten Schnittfassung. Diese war kaum mehr als anderthalb Stunden lang, während die gedrehte Originallänge 165 Minuten betrug. Die Produktionskosten betrugen rund fünf Millionen Dollar.
Nina war de facto eine Kooperation zweier legendärer Film-Familien: Regisseur Vincente Minnelli und Hauptdarstellerin Liza Minnelli, die auch den Gershwin-Song Do It Again intonierte, waren Vater und Tochter. Hauptdarstellerin Ingrid Bergman und Isabella Rossellini, die hier ihr Filmdebüt gab, Mutter und Tochter. Co-Star Charles Boyer wiederum war über drei Jahrzehnte zuvor, wie auch in diesem Film, Bergmans Film- und Ehepartner (aber auch ihr Gegenspieler) in dem Hollywood-Thriller Das Haus der Lady Alquist, der der Schwedin ihren ersten von insgesamt drei Oscars einbrachte.
Die Filmbauten stammen von John Moore und Veniero Colasanti. Die Lieder schufen Fred Ebb, John Kander, George Gershwin und B. G. DeSylva.
Hauptdarsteller Boyer wie auch der italienische 1940er- und 1950er-Jahre-Star Amedeo Nazzari spielten hier ihre letzten Kinofilmrollen.

## Kritiken
Die Beurteilungen des Films fielen durchgehend desaströs aus.
Vincent Canby urteilte in der New York Times: „Der Film ist voller Glitzerkostüme und spektakulärer Requisiten. Die Darsteller sind talentierte, intelligente Leute, die die gespielt naiven Gesten aus einer überkommenen Showbiz-Tradition übernommen haben, und obwohl alles teuer war, kommt das Ganze besonders stark wie Tand rüber. […] Der Film gibt einem das Gefühl einer Operette, aus der die Musik entfernt wurde. Selbst die Schauspielerei ist dementsprechend.“

„Deprimierender Schmalz […] Regisseur Minnellis schlechtester Film.“

Roger Ebert von der Chicago Sun-Times nannte Nina eine „reichlich große Enttäuschung als Film, aber als eine Gelegenheit für Tagträumerei sei er doch recht nett gemacht. Wenn man einmal die Handlung beiseite geschoben habe“, so Ebert weiter, „haben wir doch die Möglichkeit über Ingrid Bergman als 60jährige zu sinnieren. Und über Ingrid Bergman in jedem Alter nachzudenken ist, so muss ich zugeben, eine angenehme Art, die Zeit zu verbringen.“

„Verlogene Geschichte auf dem Niveau eines Frauenromans, die auch durch die Darsteller nicht zu retten ist. Völlig überflüssig: die Songs von Liza Minnelli, die überhaupt nicht ins dramaturgische Konzept passen.“

Im Time Magazine spottete Jay Cocks, der Film ermögliche dem Publikum die Beobachtung „einer peinlichen Gelegenheit: Eine Gruppe von talentierten Leuten, die derart weit unter ihrem Talent wirken, dass alles das schwummerige Aussehen eines gewaltigen Affenzirkus besitzt. (…) Der Film hätte funktionieren können mit großer Anstrengung und ein wenig Magie, aber irgendetwas ist da gewaltig schief gegangen. (…) Der Film ist unzusammenhängend, rührselig, hysterisch, und die Schauspieler, die vielleicht die Katastrophe erahnten, drängen voran mit einer schmerzvollen, überwältigenden Verzweiflung. (…) A Matter of Time sieht so gar nicht aus wie ein Minnelli-Film. Seine akribische Handwerkskunst … ist hier nirgendwo auszumachen.“

„Endlos, selbst in seiner gekürzten Fassung, ist diese jämmerliche Phantasie eine Ehrbezeugung gegenüber seiner fehlbesetzten Tochter durch einen Regisseur, der nie viel Sinn für eine Handlung zeigt, die er in Angriff nimmt. Man muss es gesehen haben, um es zu glauben.“